# کتدرال (کلرادو)
کتدرال (به انگلیسی: Cathedral) یک منطقهٔ مسکونی در ایالات متحده آمریکا است که در کلرادو واقع شده‌است. کتدرال ۵۵٫۱ کیلومتر مربع مساحت و ۱۴ نفر جمعیت دارد و ۲٬۷۱۴٫۸۹ متر بالاتر از سطح دریا واقع شده‌است.